# Lindothyrus
Genre
Lindothyrus est un genre d'holothyrides de la famille des Holothyridae.

## Distribution
Ces acariens se rencontrent en Nouvelle-Calédonie et à l'île Lord Howe.

## Liste des espèces
- Lindothyrus elongatus Lehtinen, 1995
- Lindothyrus rubellus Lehtinen, 1995

## Publication originale
- Lehtinen, 1995 : Revision of the Old World Holothyridae (Arachnida: Anactinotrichida: Holothyrina). Invertebrate Taxonomy, vol. 9, n. 4, p. 767-826.